# Capsicum chacoense
Capsicum chacoense, conocido como tova, covincho, ají putaparió, ají de la mala palabra, ají putamadre,  es una especie del género Capsicum nativa de Sudamérica. Se cultiva en la cuenca del Río de la Plata dado que, al igual que todas las especies caspi icum, produce frutos comestibles.

## Características
Las plantas son compactas y perennes, aunque se vuelven anuales en climas más fríos. Suelen ser arbustos que crecen cerca de la tierra y de aproximadamente treinta o sesenta centímetros de altura y anchura. Las flores aparecen en verano y son pequeñas flores blancas de cinco pétalos. El fruto, con una forma redonda / triangular, crece en alrededor de 2,5 cm de largo, 5 mm de ancho cuando está completamente madura, y que madura de verde a rojo ya sea amarillo o brillante en color. Las plantas tienden a recortar fuertemente cada temporada y en zonas cálidas puede fácilmente mantener la producción durante cuatro o cinco años. Las hojas de la planta son grandes, planas y redondeadas, con un punto al final. Las ramas de plantas de manera uniforme, formando un pequeño a mediano arbusto en la mayoría de los casos.

## Sinónimos y nombres comunes
La planta es conocida regionalmente como 'Tova' o 'Covincho' en ciertas partes del nordeste argentino y Paraguay, ají putaparió en Argentina y Uruguay, y como ají putamadre en Perú y Chile. Los últimos dos, remiten al insulto que se pronunciaría al comerlo.

## Distribución
C. chacoense crece en forma natural en Argentina, el Chaco boliviano, y Paraguay

## Cultivo y uso agrícola
Esta especie de ají a veces se cultivan para condimento.